# Archidendron muellerianum
Archidendron muellerianum là một loài thực vật có hoa trong họ Đậu. Loài này được (Maiden & R.T.Baker) Maiden & B miêu tả khoa học đầu tiên.